# Блажко Роман Вікторович
Рома́н Ві́кторович Блажко́ (нар. 17 лютого 1986, Супівка, Вінницька обл. — пом. 16 вересня 2022,  Селидово, Донецька обл.) — командир кулеметного відділення, сержант Збройних сил України. Учасник російсько-української війни.

## Життєвий шлях
Роман Блажко народився 17 лютого 1986 року в селі Супівка, Барського району, Вінницької області.
Після закінчення 9 класу навчався у ДНЗ «Барський професійний будівельний ліцей» за професією «Штукатур. Лицювальник-плиточник. Маляр» у групі № 9, з 2001 по 2004 роки.
Роман проживав у селі Супівка Барської міської громади.
Загинув від ворожої кулі 16 вересня 2022 року.
Без Романа залишились батьки, дружина, дві доньки. 
Похований у селі Супівка на Вінниччині.

## Нагороди
7 червня 2023 року за особисту мужність, виявлену у захисті державного суверенітету та територіальної цілісності України, самовіддане виконання військового обов'язку удостоєний ордена «За мужність» ІІІ ступеня (посмертно)